# Ludvík Kundera (Pianist)
Ludvík Kundera (* 17. August 1891 in Brünn; † 12. Mai 1971 ebenda) war ein tschechischer Musikwissenschaftler und Pianist.
Kundera studierte von 1909 bis 1913 an der Philosophischen Fakultät der Karlsuniversität Prag, zum Dr. Phil wurde er 1925 an der Masaryk-Universität seiner Heimatstadt promoviert. Während des Ersten Weltkrieges diente er zunächst als Leutnant in der österreich-ungarischen Armee, von 1916 bis zu seiner Demobilisierung im Rang eines Hauptmanns der Reserve 1921 in den Tschechoslowakischen Legionen, wo er ein Orchester gründete und leitete.
In der Zeit der Ersten Tschechoslowakischen Republik war er Sekretär, später Professor für Klavier am Konservatorium von Brünn, hielt Vorlesungen und war Inspektor für die privaten Musikschulen im böhmisch-mährischen Land. Als Klaviersolist und Kammermusiker trat er im In- und Ausland – u. a. in Wien, Paris, Köln, Moskau und Kiew – auf. Während der deutschen Besatzungszeit wurde er in den vorzeitigen Ruhestand versetzt. In dieser Zeit entstanden viele seiner musikhistorischen Schriften, Bücher und Artikel zur zeitgenössischen Musik sowie pädagogische und musikkritische Schriften.
Nach 1945 wurde Kundera Direktor des Brünner Konservatoriums und Leiter des Instituts für Musikpädagogik an der Pädagogischen Fakultät der Karlsuniversität sowie Professor für Klavierspiel und stellvertretender Dekan der Akademie der musischen Künste in Prag. Nach Gründung der Janáček-Akademie für Musik und Darstellende Kunst Brünn (JAMU) 1947 wurde er dort zum Professor für Klavier berufen. Von 1949 bis 1961 war er deren Rektor. Kundera ist der Vater des Schriftstellers Milan Kundera und Onkel des Schriftstellers Ludvík Kundera.